# Thōmas Makrīs
Thōmas Makrīs (in greco Θωμάς Μακρής?; Larissa, 12 agosto 1978) è un ex calciatore greco, di ruolo attaccante.

## Carriera
Ha giocato complessivamente 68 partite nella massima serie greca con varie squadre.